# Woman in Love (Barbra Streisand)
Woman in Love is een nummer gezongen door de Amerikaanse zangeres en actrice Barbra Streisand. Het nummer verscheen op haar 22e studioalbum Guilty uit 1980. Op 16 augustus van dat jaar werd het nummer eerst in de VS en Canada uitgebracht als de eerste single van het album. Op 2 september volgden Europa, Australië, Nieuw-Zeeland, Japan en Zuid-Afrika.

## Achtergrond
"Woman in Love" werd geschreven door Barry en Robin Gibb van de Bee Gees. Na het succes van deze Britse band werden de leden vaak uitgenodigd om voor andere artiesten te werken en Streisand vroeg aan Barry om een album voor haar te schrijven. "Woman in Love" was het eerste nummer dat Barry en Robin schreven voor het album en de eerste demo-opname die Barry maakte in een versie die in 2006 verscheen op het album The Guilty Demos. "Woman in Love" wordt over het algemeen gezien als de grootste internationale hit van Streisand, waarbij de plaat in vele landen de nummer 1-positie behaalde, waaronder in thuisland de Verenigde Staten (waar het haar vijfde en laatste nummer 1-hit was), Canada, Australië, Zuid-Afrika, Zimbabwe, Scandinavië, Frankrijk, Duitsland, Oostenrijk, Zwitserland, Ierland en in de Bee Gees'  thuisland het Verenigd Koninkrijk de numner 1-positie in de UK Singles Chart. 
In Nederland werd de plaat op maandag 15 september 1980 door dj Frits Spits en producer-invaller Tom Blomberg in het populaire radioprogramma De Avondspits verkozen tot de 110e NOS Steunplaat van de week op  Hilversum 3 en werd een gigantische hit in de destijds drie landelijke hitlijsten op de nationale publieke popzender. De plaat bereikte de nummer 1-positie in zowel de Nederlandse Top 40, Nationale Hitparade als de TROS Top 50. In de Europese hitlijst op Hilversum 3, de TROS Europarade, werd eveneens de nummer 1-positie behaald.
In België bereikte de plaat ook de nummer 1-positie in zowel de voorloper van de Vlaamse Ultratop 50 als de Vlaamse Radio 2 Top 30. In Wallonië werd géén notering behaald.  
In 1980 ontvingen Barry en Robin Gibb een Ivor Novello Award voor de plaat in de categorie Best Song Musically and Lyrically.
De tekst van de plaat gaat over de eeuwige trouw van Streisand aan haar minnaar, welke obstakels ze in het leven ook tegenkomen. Streisand heeft echter gezegd dat zij de plaat niet leuk vindt aangezien ze niet in de tekst gelooft. Ze heeft de plaat nauwelijks live gezongen, met uitzondering van een Europese tournee in 2013 en een Amerikaanse tournee in 2016 en 2017. In de videoclip van de plaat zijn beelden uit de film A Star Is Born uit 1976 te zien, waarin Streisand en Kris Kristofferson de hoofdrollen spelen.
Sinds de allereerste editie in december 1999 staat de plaat onafgebroken genoteerd in de jaarlijkse NPO Radio 2 Top 2000 van de Nederlandse publieke radiozender NPO Radio 2, met als hoogste notering tot nu toe een 92e positie in 1999.

## Hitnoteringen

### Nederlandse Top 40
| Hitnotering: 27-09-1980 t/m 03-01-1981 | Hitnotering: 27-09-1980 t/m 03-01-1981 | Hitnotering: 27-09-1980 t/m 03-01-1981 | Hitnotering: 27-09-1980 t/m 03-01-1981 | Hitnotering: 27-09-1980 t/m 03-01-1981 | Hitnotering: 27-09-1980 t/m 03-01-1981 | Hitnotering: 27-09-1980 t/m 03-01-1981 | Hitnotering: 27-09-1980 t/m 03-01-1981 | Hitnotering: 27-09-1980 t/m 03-01-1981 | Hitnotering: 27-09-1980 t/m 03-01-1981 | Hitnotering: 27-09-1980 t/m 03-01-1981 | Hitnotering: 27-09-1980 t/m 03-01-1981 | Hitnotering: 27-09-1980 t/m 03-01-1981 | Hitnotering: 27-09-1980 t/m 03-01-1981 | Hitnotering: 27-09-1980 t/m 03-01-1981 | Hitnotering: 27-09-1980 t/m 03-01-1981 |
| Week                                   | 1                                      | 2                                      | 3                                      | 4                                      | 5                                      | 6                                      | 7                                      | 8                                      | 9                                      | 10                                     | 11                                     | 12                                     | 13                                     | 14                                     |                                        |
| -------------------------------------- | -------------------------------------- | -------------------------------------- | -------------------------------------- | -------------------------------------- | -------------------------------------- | -------------------------------------- | -------------------------------------- | -------------------------------------- | -------------------------------------- | -------------------------------------- | -------------------------------------- | -------------------------------------- | -------------------------------------- | -------------------------------------- | -------------------------------------- |
| Nummer                                 | 30                                     | 10                                     | 3                                      | 1                                      | 1                                      | 1                                      | 1                                      | 1                                      | 1                                      | 2                                      | 3                                      | 8                                      | 15                                     | 32                                     | uit                                    |

### Nationale Hitparade
| Hitnotering: 04-10-1980 t/m 17-01-1981 | Hitnotering: 04-10-1980 t/m 17-01-1981 | Hitnotering: 04-10-1980 t/m 17-01-1981 | Hitnotering: 04-10-1980 t/m 17-01-1981 | Hitnotering: 04-10-1980 t/m 17-01-1981 | Hitnotering: 04-10-1980 t/m 17-01-1981 | Hitnotering: 04-10-1980 t/m 17-01-1981 | Hitnotering: 04-10-1980 t/m 17-01-1981 | Hitnotering: 04-10-1980 t/m 17-01-1981 | Hitnotering: 04-10-1980 t/m 17-01-1981 | Hitnotering: 04-10-1980 t/m 17-01-1981 | Hitnotering: 04-10-1980 t/m 17-01-1981 | Hitnotering: 04-10-1980 t/m 17-01-1981 | Hitnotering: 04-10-1980 t/m 17-01-1981 | Hitnotering: 04-10-1980 t/m 17-01-1981 | Hitnotering: 04-10-1980 t/m 17-01-1981 | Hitnotering: 04-10-1980 t/m 17-01-1981 |
| Week                                   | 1                                      | 2                                      | 3                                      | 4                                      | 5                                      | 6                                      | 7                                      | 8                                      | 9                                      | 10                                     | 11                                     | 12                                     | 13                                     | 14                                     | 15                                     |                                        |
| -------------------------------------- | -------------------------------------- | -------------------------------------- | -------------------------------------- | -------------------------------------- | -------------------------------------- | -------------------------------------- | -------------------------------------- | -------------------------------------- | -------------------------------------- | -------------------------------------- | -------------------------------------- | -------------------------------------- | -------------------------------------- | -------------------------------------- | -------------------------------------- | -------------------------------------- |
| Positie                                | 32                                     | 1                                      | 1                                      | 1                                      | 1                                      | 1                                      | 1                                      | 1                                      | 2                                      | 3                                      | 3                                      | 6                                      | 23                                     | 39                                     | 46                                     | uit                                    |

### TROS Top 50
Hitnotering: 25-09-1980 t/m 08-01-1981. Hoogste notering: #1 (6 weken).

### TROS Europarade
Hitnotering: 19-10-1980 t/m 26-04-1981. Hoogste notering: #1 (periode 1: 16-11-1980 t/m 14-12-1980) / (periode 2: 15-03-1981 t/m 22-03-1981).

### NPO Radio 2 Top 2000
| Nummer met noteringen in de NPO Radio 2 Top 2000 | '99 | '00 | '01 | '02 | '03 | '04 | '05 | '06 | '07 | '08 | '09 | '10 | '11 | '12 | '13 | '14 | '15 | '16 | '17 | '18 | '19  | '20  | '21  | '22  | '23  | '24  |
| ------------------------------------------------ | --- | --- | --- | --- | --- | --- | --- | --- | --- | --- | --- | --- | --- | --- | --- | --- | --- | --- | --- | --- | ---- | ---- | ---- | ---- | ---- | ---- |
| Woman in Love                                    | 92  | 157 | 176 | 196 | 193 | 219 | 173 | 229 | 156 | 176 | 246 | 242 | 453 | 755 | 661 | 536 | 672 | 630 | 542 | 842 | 1115 | 1093 | 1126 | 1149 | 1046 | 1029 |

1. ↑  Een vetgedrukt getal geeft de hoogste notering aan.

### Evergreen Top 1000
| Evergreen Top 1000 | Evergreen Top 1000 | Evergreen Top 1000 | Evergreen Top 1000 | Evergreen Top 1000 | Evergreen Top 1000 | Evergreen Top 1000 | Evergreen Top 1000 | Evergreen Top 1000 | Evergreen Top 1000 | Evergreen Top 1000 | Evergreen Top 1000 | Evergreen Top 1000 | Evergreen Top 1000 | Evergreen Top 1000 | Evergreen Top 1000 | Evergreen Top 1000 |
| Jaar               | 2008               | 2009               | 2010               | 2011               | 2012               | 2013               | 2014               | 2015               | 2016               | 2017               | 2018               | 2019               | 2020               | 2021               | 2022               | 2023               |
| ------------------ | ------------------ | ------------------ | ------------------ | ------------------ | ------------------ | ------------------ | ------------------ | ------------------ | ------------------ | ------------------ | ------------------ | ------------------ | ------------------ | ------------------ | ------------------ | ------------------ |
| Positie            | 86                 | 331                | 319                | 319                | 331                | 316                | 83                 | 201                | 331                | 237                | 216                | 194                | 242                | 302                | 250                | 318                |